# Переґрін Тук
Переґрін Тук, скорочено Піппін — персонаж трилогії Дж. Р. Р. Толкіна «Володар Перснів».

## Життєпис
Народився: 2990 рік Третьої епохи. Помер: 70 рік Четвертої епохи. Титули: тан Ширу, лицар Ґондору, зброєносець Денетора.
Син Паладіна Тука, який був таном Ширу. А тому у 13 році Четвертої епохи після його смерті Переґрін Тук успадкував цей титул. Найкращий друг — Меріадок Брендіцап, його двоюрідний брат.
Разом з Меріадоком, Семом та Фродо вирушив до Рівенділу у 3018 році Третьої епохи. Під час подорожі потрапляв у пригоди у Пралісі та на Могильниках. У Рівенділі увійшов до Братства Персня. Це було не так легко, бо він був наймолодшим (навіть не досяг гобітського повноліття у 33 роки). Елронд Напівельф, володар Рівенділу, був категорично проти його включення, та Піпіна підтримав Ґандальф.
В одному із залів Морії на Піпіна щось найшло і він кинув камінь у колодязь. Це призвело до того, що через деякий час на Братство напали орки, а згодом і Балроґ, що прокинувся. Ґандальф та Балроґ упали в Морійську прірву, а решта Братства вийшло з Морії та попрямувало до Лотлорієну. А в цей час на Братство йшло полювання. Урук-гаї отримали від Сарумана наказ, що гобітів треба брати живцем. Біля Амон-гену Боромир, захищаючи Переґріна та Меріадока, загинув, а їх полонили. По їхніх слідах вирушили Араґорн, Ґімлі та Леґолас. Піпін кинув брошку від ельфійського плаща, отриману в Лотлорієні, щоб вони змогли знайти слід.
Проте в банді урук-гаїв були уруки з Мордора та гобліни Морії. Виникла суперечка: частина вважала, що полонених треба вести до Сарумана, частина — що до Саурона, а деякі вважали, що їх просто потрібно з'їсти. А тут рогірими, територіями яких прямували до Ізенґарду, напали на цю банду, і гобітам вдалося втекти. Вони потрапили до Чарівного Лісу, де гуляли енти. Зуміли знайти спільну мову з Деревобородом, він дав їм притулок і до того ж напоїв чарівним ентійським напоєм, завдяки чому Меріадок та Переґрін стали найвищими гобітами за всю історію.
Гобіти розповіли ентам про зраду Сарумана. А оскільки ті ненавиділи орків, ще й Саруман почав вирубувати дерева, енти на чолі з Деревобродом зруйнували Ізенґард. Там вони зустрілися з Ґандальфом, Араґорном, Ґімлі, Леґоласом.
Ґріма кинув палантиром у Ґандальфа та Сарумана, коли ті вели бесіду. Піпін підібрав його, та Ґандальф забрав його собі. Потім Переґріну забажалося глянути у палантир, він викрав чарівну кулю у Ґандальфа, коли той спав. Він мав страшне зіткнення з самим Сауроном. Та Ґандальф не довго мав образу на Піпіна, бо зрозумів, що сам би міг опинитися на його місці, що було б дуже небезпечно. Він узяв Переґріна з собою до Мінас Тіріта, де гобіт склав присягу на вірність наміснику Ґондора Денетору Другому. Затоваришував з ґондорським гвардійцем Береґондом.
У битві на полях Пеленнора Піпін майже не брав участі, бо рятував Фарамира від спалення його батьком Денетором. Вирушив у складі Армії Заходу до Чорної Брами. Там брав участь у перемовах з Вустами Саурона. Бився поруч з Береґондом, убив троля, що намагався перегризти гвардійцю горло. Був присутній на коронуванні Араґорна. Той надав йому титул лицаря та безстрокову відпустку. Брав участь у поваленні влади Сарумана та останній битві в історії Ширу.
У 6 році Четвертої епохи одружився з Діамантою з Довгого Логу. У них був один син — Фарамир, який одружився з дочкою Сема. З 13 по 63 рік був таном Шира. Потім переїхав до Ґондору, де разом з Меріадоком доживав свій вік. Померли вони у 70 році (за деякими відомостями — в один день), та були разом поховані в королівській усипальниці. У Четверту епоху підтримував зв'язки між Широм та Об'єднаним королівством.